# Far Cry 3: Blood Dragon
Far Cry 3: Blood Dragon — компьютерная игра в жанрах шутера от первого лица и приключенческого боевика, разработанная в качестве отдельного ответвления Far Cry 3 и изданная компанией Ubisoft для игровых платформ PlayStation 3 и Xbox 360, а также для операционной системы Windows в 2013 году. Главного героя озвучил Майкл Бин.  
В 2021 году обновлённая версия была включена в дополнение к Far Cry 6.

## Сюжет
Альтернативный 2007 год. После разрушительной ядерной войны мировые державы заключили между собой временное перемирие. Однако на одном из отдалённых островов неизвестный злодей создаёт армию роботов под названием Omega Force, с помощью которой надеется нарушить перемирие и вновь развязать мировую войну. Правительство посылает на этот остров двух сотрудников спецподразделения Mark IV Cyber Commando, киборга Рекса «Пауэра» Кольта и Тайрона «Спайдера» Брауна; они должны помешать злодею осуществить свой замысел.
Бойцы прибывают на остров на вертолёте, при этом уничтожив с него предполагаемую базу главы армии Омеги. Они проникают внутрь базы и обнаруживают, что это секретный бункер по запуску МБР и одна из ракет уже готова к запуску, Кольт и Тайрон решают отключить её. Во время взлома ракеты Спайдера оглушает током, и Рекс идёт сам отключать ракету (ломая блок управления ракетой). Далее прибывает вертолёт для их эвакуации, но его подбивают. Когда Рекс приходит в себя, он видит, что его взял в плен полковник Слоун, являющийся тем самым неизвестным злодеем. Неудовлетворённый ответами в ходе допроса, Слоун убивает Спайдера и бросает Кольта на съедение в пещеру Кровавым драконам.
С очнувшимся в пещере Кольтом связывается доктор Дарлинг, которая предаёт Слоуна и желает помочь Рексу нарушить планы полковника уничтожить весь мир с помощью крови драконов, обитающих на острове.
После уничтожения всей военной инфраструктуры и освобождения лагерей армии Омеги Кольт решает ликвидировать последователя Слоуна — доктора Карлайла. Рекс прибывает на подземную базу Карлайла и обнаруживает, что здесь проводятся эксперименты с людьми и кровью Кровавых драконов, превращающей людей в зомби, зовущихся «Бегущими мертвецами» (англ. Running Dead). Во время борьбы с солдатами Омеги и драконами Карлайла убивает женский ИИ подземного комплекса.
Затем Рекс отправляется по совету доктора Дарлинг в неизвестное параллельное измерение, где находится особое оружие, способное победить Слоуна. Пройдя испытание неизвестного голоса в измерении, Кольт получает оружие «Луч смерти» (англ. Killstar, букв. «убийственная звезда»).
Рекс решает атаковать главную базу Слоуна, находящегося на севере острова, с помощью Луча смерти и Боевого кровавого дракона. Столкнувшись со Слоуном, Рекс не может его убить из-за своей программы. Однако, вспомнив свою человечность, он вонзает свою руку с лучом смерти в тело Слоуна и убивает его. Неожиданно появляется Дарлинг и поздравляет протагониста с успехом пройденной миссии. Вместе с ней Кольт нажимает кнопку самоуничтожения базы МБР Слоуна.

## Игровой процесс
Несмотря на некоторые отличия, игра схожа с предыдущей частью и использует часть одного и того же мира Far Cry 3 — и представляет собой шутер от первого лица с элементами ролевых игр. Персонаж перемещается по уровням, уничтожает врагов, собирает полезные предметы и выполняет определённые задания (например, спасти заложника или уничтожить объект). За выполнение миссий (основных и дополнительных) и уничтожение врагов даются очки «киберопыта»; в процессе игры персонаж может развивать различные «навыки» и совершенствовать вооружение.
Характерным для игры признаком является то, что игровой мир, герои, а также сам персонаж выполнены в стиле фантастических боевиков 1980-х годов. Этому же принципу следуют графика и звуковой ряд. Сам же сканирующий визор у персонажа и музыка напоминает стиль из фильма Терминатор.
Креативный директор Ubisoft Дин Эванс рассказал: «Представьте себе: ваши родители отправились спать, а вы остались одни. В комнате есть только Commodore VIC-20, подключенный к чёрно-белому телевизору, и Atari. Консоли изменились, но кое-что осталось неизменным: те самые дерьмовые боевики, портящие вам зрение, пока вы в сотый раз пересматриваете „Робокопа“ или сцену с полицейским участком в „Терминаторе“, перематывая кассету назад и включая ее заново». Far Cry 3: Blood Dragon также был вдохновлён следующими фильмами: «Коммандо», «Дух мщения», «Властелины Вселенной», «Хищник», «Мэнборг» и «Бомж с дробовиком», а реплики звучат как у Арнольда Шварценеггера, Сильвестра Сталлоне, Брюса Уиллиса и самого Майкла Бина.

## Саундтрек
Саундтрек к игре написал австралийский дуэт Power Glove. Он был выпущен 1 мая 2013 года. В игре также звучат «Long Tall Sally» Литл Ричарда, «Hold On To The Vision» Кевина Чалфанта, композиция «War» из саундтрека к фильму «Рокки 4». В начале финальных титров звучит композиция «Friends» группы Dragon Sound из фильма «Связь через Майами» 1987 года.
| №   | Название                       | Длительность |
| --- | ------------------------------ | ------------ |
| 1.  | «Rex Colt»                     | 1:47         |
| 2.  | «Blood Dragon Theme»           | 3:04         |
| 3.  | «HELO-73»                      | 1:16         |
| 4.  | «Warzone»                      | 2:36         |
| 5.  | «Moment of Calm»               | 3:33         |
| 6.  | «Dr Elizabeth Darling»         | 2:49         |
| 7.  | «Power Core»                   | 2:06         |
| 8.  | «Protektor»                    | 1:03         |
| 9.  | «Sloan»                        | 3:19         |
| 10. | «Sloan's Assault»              | 3:30         |
| 11. | «Blood Scope»                  | 0:59         |
| 12. | «Combat I»                     | 1:23         |
| 13. | «Combat II»                    | 1:29         |
| 14. | «Combat III»                   | 1:40         |
| 15. | «Katana»                       | 2:25         |
| 16. | «Omega Force»                  | 3:43         |
| 17. | «Nest»                         | 3:14         |
| 18. | «Rex's Escape»                 | 1:58         |
| 19. | «Love Theme»                   | 3:19         |
| 20. | «Sleeping Dragon»              | 2:59         |
| 21. | «Warcry»                       | 2:23         |
| 22. | «Cyber Commando»               | 2:11         |
| 23. | «Death of a Cyborg»            | 2:19         |
| 24. | «Resurrection»                 | 3:37         |
| 25. | «Blood Dragon Theme (Reprise)» | 2:51         |

## Отзывы
| Сводный рейтинг       | Сводный рейтинг                           |
| Агрегатор             | Оценка                                    |
| --------------------- | ----------------------------------------- |
| GameRankings          | (X360) 82,00 % (PS3) 83,53 % (PC) 83,81 % |
| Metacritic            | (X360) 80/100 (PS3) 82/100 (PC) 81/100    |
| «Критиканство»        | 81/100                                    |
| Иноязычные издания    |                                           |
| Издание               | Оценка                                    |
| Destructoid           | 7/10                                      |
| Edge                  | 7/10                                      |
| EGM                   | 8/10                                      |
| Eurogamer             | 9/10                                      |
| Game Informer         | 8,5/10                                    |
| GameRevolution        | [ 23 ]                                    |
| GameSpot              | 8,5/10                                    |
| GamesRadar+           | [ 25 ]                                    |
| GameStar              | 80/100                                    |
| GameTrailers          | 9,1/10                                    |
| GameZone              | 9/10                                      |
| Giant Bomb            | [ 29 ]                                    |
| Hardcore Gamer        | 4/5                                       |
| IGN                   | 8/10                                      |
| Jeuxvideo.com         | 14/20                                     |
| Joystiq               | [ 33 ]                                    |
| Polygon               | 8/10                                      |
| Push Square           | 8/10                                      |
| The Guardian          | [ 36 ]                                    |
| VideoGamer            | 7/10                                      |
| Русскоязычные издания |                                           |
| Издание               | Оценка                                    |
| 3DNews                | 8/10                                      |
| Absolute Games        | 80 %                                      |
| PlayGround.ru         | 6/10                                      |
| Riot Pixels           | 65 %                                      |
| StopGame.ru           | Изумительно                               |
| «Игромания»           | 8,5/10                                    |
| «Игры Mail.ru»        | 9/10                                      |
| «Канобу»              | 7,5/10                                    |

Журнал «Игромания» поставил игре оценку 7 и 8,5 баллов из 10. Был отмечен великолепный ностальгический и пародийный сеттинг в стиле фантастических видеофильмов 1980-х годов. Среди недостатков выделен однообразный сюжет и мало разнообразный игровой мир.
К августу 2013 года по данным Gamescom компании Ubisoft удалось продать свыше миллиона копий игры. Игра является самым продаваемым загружаемым дополнением за всю историю Ubisoft.
Креативный директор Far Cry 4 Алекс Хатчинсон заявил, что «Blood Dragon по-настоящему удивила игроков, и это было замечательно. Эта игра прекрасно использовала наработки Far Cry 3, а ещё у неё был потрясающий саундтрек. Если вы хотите знать, будет ли ещё один „Кровавый дракон“, то ответ — нет. Но мы надеемся, что однажды сможем поразить фанатов чем-нибудь столь же оригинальным, как Blood Dragon. Если бы мы выпустили сиквел этой игры, вы бы завалили меня вопросами в Twitter вроде „а Blood Dragon теперь будет выходить каждый год? Вы и эту серию поставили на поток?“».

## Награды
Игра выиграла в номинации «лучшее загружаемое дополнение» на церемонии Spike Video Game Awards 2013.
Рекс Пауэр Кольт стал лучшим персонажем шутера 2013 по версии журнала Game Informer.
Игра была номинирована ещё на несколько наград, включая премия Inside Gaming Award за лучший художественный стиль. Награда D.I.C.E. Award Загружаемая игра года.
Национальная академия профессиональных обозревателей видеоигр присудила игре награды за оригинальный световой микс, франшизу и комедийный сценарий.

## Мультсериал
В октябре 2019 года Ubisoft объявила о работе над анимационным сериалом Captain Laserhawk: A Blood Dragon Vibe, основанным на Far Cry 3: Blood Dragon. Проект станет частью мультивселенной. Продюсером выступает Ади Шанкар.
В июне 2023 года стало известно, что это будет аниме под названием Captain Laserhawk: A Blood Dragon Remix. Премьера состоялась 19 октября 2023 года. Создателем и сценаристом выступил Ади Шанкар. Ранее он заявлял, что вдохновлялся не только жестокими компьютерными играми, но и профессиональным реслингом, а также киберпанковскими антиутопиями.